# Joven y alocada
Joven y alocada es una película chilena dirigida por Marialy Rivas y escrita por Camila Gutiérrez, María José Viera-Gallo y Pedro Peirano. Protagonizada por Alicia Rodríguez y María Gracia Omegna, la cinta narra la historia de Daniela, una muchacha bisexual de 17 años que mantiene un blog donde relata su vida y sus obsesiones. Los conflictos se dan entre su familia evangélica y conservadora y sus inclinaciones sexuales y rebeldía adolescente. Fue estrenada mundialmente el 21 de enero de 2012 en el Festival de Cine de Sundance, Estados Unidos, donde se llevó el premio al mejor guion.

## Sinopsis
Daniela es una chica de 17 años criada en el seno de una conservadora familia evangélica. Dividida entre la culpa cristiana y su innata rebeldía, Daniela vive una traumática noche de excesos que le traerá el castigo de sus padres y su propio cuestionamiento existencial. En ese forzado paso a la adultez, Daniela intentará redimirse frente a su tórrido pasado adolescente, encontrando, sin embargo, un nuevo obstáculo: la irrupción de su primer amor homosexual.

## Elenco
- Alicia Rodríguez - Daniela
- Felipe Pinto - Tomás
- María Gracia Omegna - Antonia
- Aline Kuppenheim - Teresa
- Alejandro Goic - Raimundo
- Ingrid Isensee - Isabel
- Pablo Krögh - Josué
- Andrea García-Huidobro - Julia
- Hernán Lacalle - Simón
- Camila Hirane - Bárbara "Barbage"
- Tomás de Pablo - Cristóbal
- Moira Miller - Patricia
- Luis Gnecco - Entrevistado
- Catalina Saavedra - Mujer convertida
- Javiera Mena - Ella misma
- Jesus Briceño - Pastor de televisión
- Jorge Arecheta - Universitario
- María Catalina Jorquera - Valentina

## Premios y candidaturas
Se presentó en el Festival Internacional de Cine de Berlín en el apartado de películas para niños y adolescentes Berlinale Generation, en concreto, en el rubro Generation 14pluss.
Participó en septiembre de 2011 en el Cine en Construcción Donostiarra, y en enero de 2012 salió galardonada como Mejor Guion en el Festival de Sundance. El mismo año, gana el Premio Sebastiane  a la Mejor Película de temática LGTB en Festival Internacional de Cine de San Sebastián.
Participó en marzo de 2013 en el Festival de Cine Latinoamericano de Toulouse donde obtuvo el Premio del Público a la mejor película del certamen.